# 360省道 (广东省)
广东省道S360 核电站—龙华，简称核龙线，是一条东起深圳市大鹏新区大亚湾核电站，西至深圳市龙华区元芬路口的省道，全长79.218千米。

## 历史
1987年，罗湖——葵涌一段即已编入省道，当时为广东省省道1926干线（深圳—西冲）的西段部分。

## 沿线与主要相交道路[1]
全线均位于深圳市
- 大鹏新区：鹏飞路385号路口（大亚湾核电基地大门口）（起点）→鹏飞路→迭福路→迭福立交（接 359省道）→葵鹏路→官湖立交（接 359省道）→深葵路→ 惠深沿海高速土洋立交（仅西入东出）
- 盐田区：深葵路→ 惠深沿海高速小梅沙立交→盐梅路→盐梅盐三路口（右侧交汇 三洲田公路）→深盐路（ 惠深沿海高速高架下并行起点）→ 惠深沿海高速北山立交→ 惠深沿海高速梧桐山道立交（ 惠深沿海高速高架下并行终点）→深盐盘山路口（左侧 梧桐山盘山公路汇入）→梧桐山隧道
- 罗湖区：梧桐山隧道→罗沙路→长岭（左侧单幅交汇 梧桐山盘山公路）→ 惠深沿海高速莲塘端→罗芳立交（接 沿河北路）→沿河北路→爱国路（ 107国道共线段）→东湖立交（左侧交汇 丹平快速路）→沙湾路
- 龙岗区：布沙路→樟树布立交（接 203省道）→大芬立交（接 龙岗大道）→布龙路→ 水官高速 清平高速 南坪快速龙景立交→ 珠三角环线高速坂田立交
- 龙华区： 珠三角环线高速坂田立交→布龙路→布龙龙观路口（终点，汇入 359省道）（西宝线）

## 沿途资料

### 立交桥
| 名称                | 衔接道路                       | 备注                                                                                       |
| ------------------- | ------------------------------ | ------------------------------------------------------------------------------------------ |
| 迭福立交            | 359省道                        | 仅限S360自北向西转入S359及S359自西向北转入S360                                             |
| 官湖立交            | 359省道                        |                                                                                            |
| 北山立交            | 惠深沿海高速 北山道            | 经北山道往 惠盐路                                                                          |
| 明珠立交            | 明珠大道                       | 不含S360自南向西转入明珠大道及明珠大道自西向北转入S360                                     |
| 梧桐山道立交        | 惠深沿海高速、梧桐山大道       | 不含S360自西、梧桐山大道自北转入S30及S30自西转入S360、梧桐山大道 S360不能直接衔接 武深高速 |
| 罗沙莲塘立交        | 畔山路                         | 仅限右转                                                                                   |
| 罗沙仙湖立交        | 鹏兴路                         |                                                                                            |
| 罗沙延芳立交        | 延芳路                         |                                                                                            |
| 罗芳立交            | 沿河北路、怡景路               | 罗沙路起点                                                                                 |
| 樟树布立交          | 丹平快速路                     | 仅限S360自西向南转入S203及S203自南向西转入S360                                             |
| 大芬立交            | 龙岗大道                       | 不含G205自北向东转入S360 布龙路，布沙路起点                                                |
| 布龙路-东西干道立交 | 东西干道                       | 仅限右转及S360自西向东转入东西干道                                                         |
| 龙景立交            | 水官高速、 清平高速、 南坪快速 |                                                                                            |
| 坂田立交            | 珠三角环线高速                 |                                                                                            |

### 主要地标和景观
- 大亚湾核电站
- 大鹏所城
- 咸头岭遗址
- 溪涌玫瑰海岸
- 背仔角海滩
- 小梅沙
- 大梅沙海滨公园
- 盐田食街
- 盐田港
- 壹海城
- 梧桐山
- 莲塘口岸
- 万佛禅寺
- 罗湖体育馆
- 深圳水库
- 大芬油画村
- 石芽岭公园